# Irene Rothweiler
Irene Rothweiler (* 10. Juni 1958 in Aachen), auch bekannt als Irene Hugot-Rothweiler, ist eine deutsche Malerin und Glasbildnerin. Sie lebt in Bonn.

## Leben
Durch ihren Vater Leo Hugot, Architekt, Stadtkonservator und Dombaumeister in Aachen, kam Irene Rothweiler früh mit Kirche und Kunst in Berührung. Zuerst jedoch studierte sie Tanz- und Musikpädagogik.
Nach einem Studium der Kunstgeschichte in Köln und Aachen, machte sie eine praktische Lehre bei der Glasmalerei Oidtmann in Linnich. Der persönliche Kontakt zu Wilhelm Buschulte, Klaus Iserlohe und Georg Meistermann formte Rothweiler in frühen Jahren. Die Teilnahme an Wettbewerben für Glasmalerei im In- und Ausland, bei denen sie erste Preise gewann, verschafften ihr erste Auftragsarbeiten. Irene Hugot-Rothweiler hat in Kirchen und Kapellen mehrerer Diözesen in Deutschland Kirchenfenster, Wandmalereien und Mosaike gestaltet. Daneben entwirft sie auch Messgewänder. Ihre Werke finden sich auch in Belgien, Frankreich, Spanien, Italien und Israel. Verheiratet ist sie mit Martin Rothweiler, die beiden haben eine Tochter und drei Söhne.

## Werk
Irene Rothweiler sieht ihre Kunst als „einen von intensiven Gesprächen mit Priestern und Gemeindemitgliedern begleiteten schöpferischen Prozeß. Dabei spielt ihre persönliche Einstellung zum Glauben eine entscheidende Rolle“. Besondere Kenntnisse der christlichen Ikonografie und das handwerksgetreue Arbeiten in der tradierten Technik mit Echtantikglas, Schwarzlot und differenzierten Bleistärken sind ihren Werken ablesbar.

### Werkverzeichnis (Auswahl)

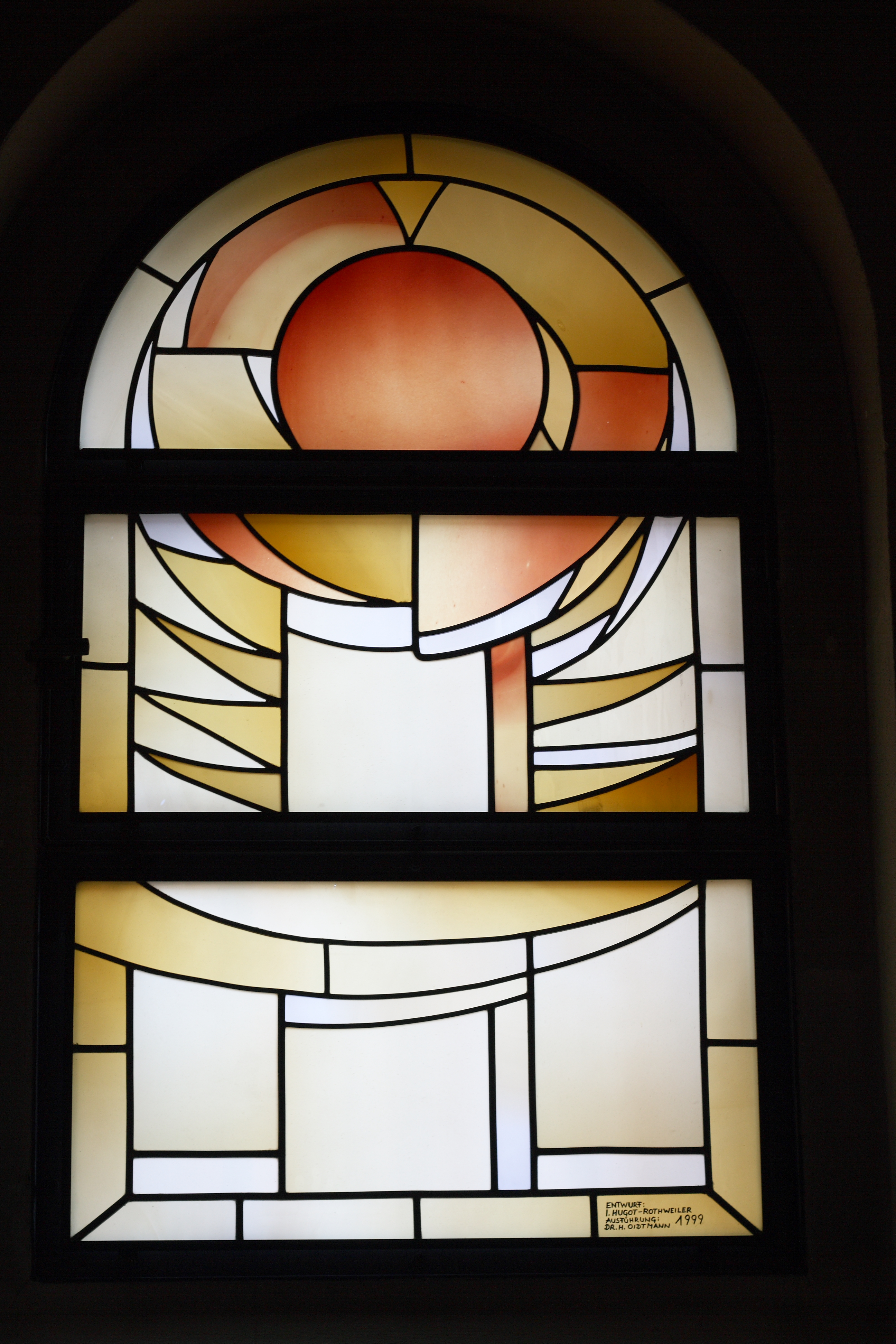
Kirchenfenster in St. Severin, Mehlem, 1999

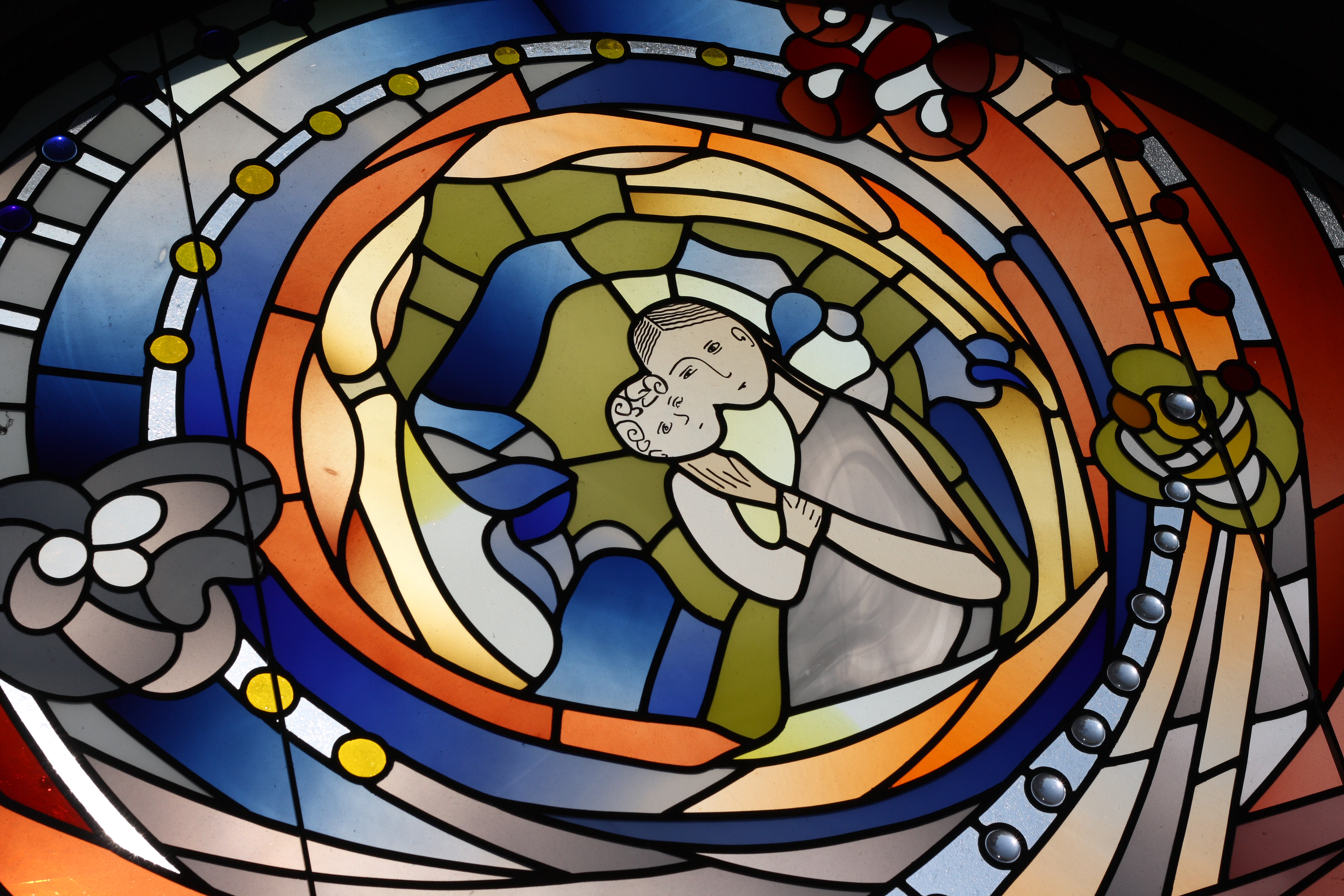
Kirchenfenster in St. Severin, Mehlem, 2003

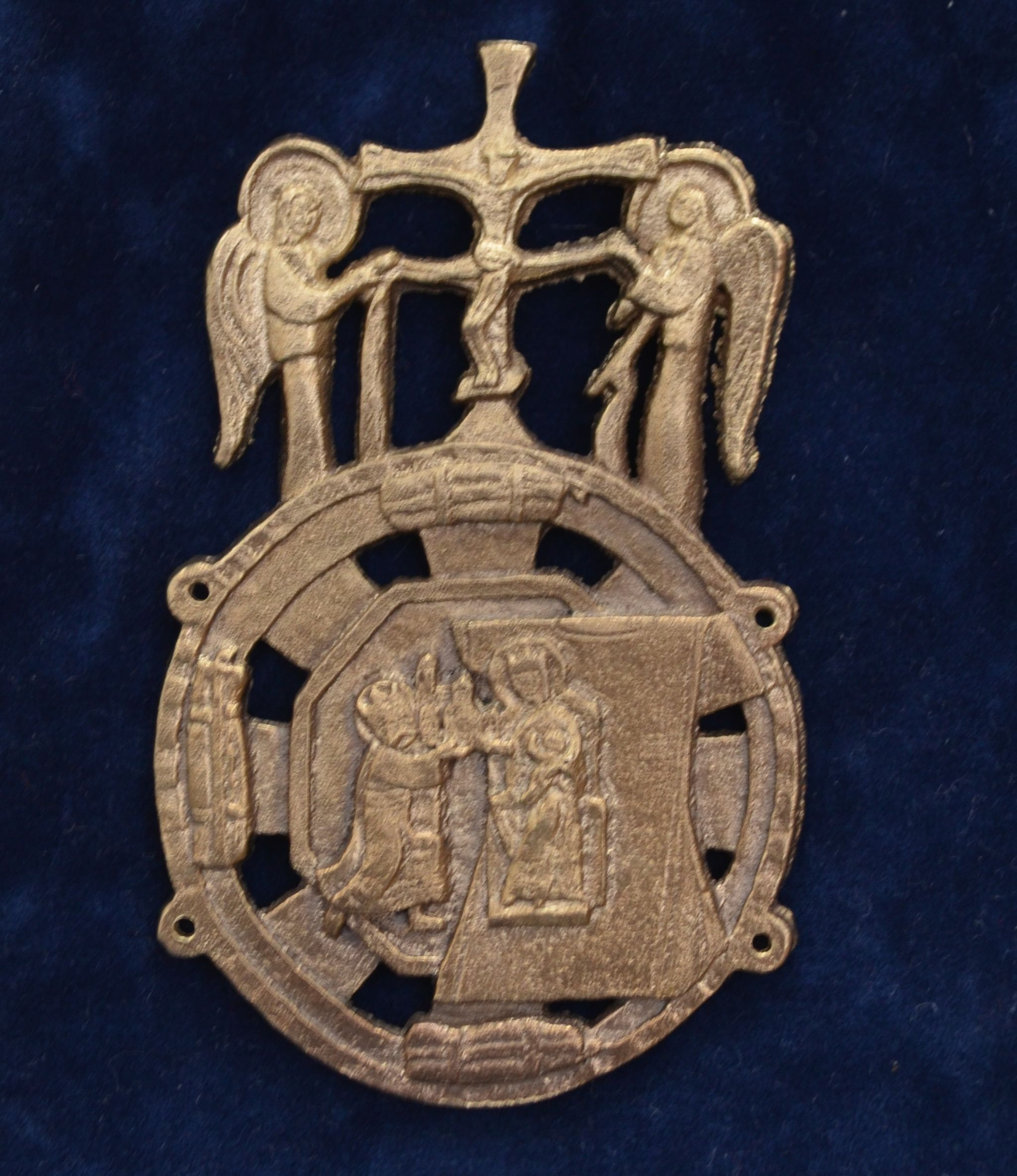
Aachener Heiligtumsfahrt 2014 Pilgerzeichen

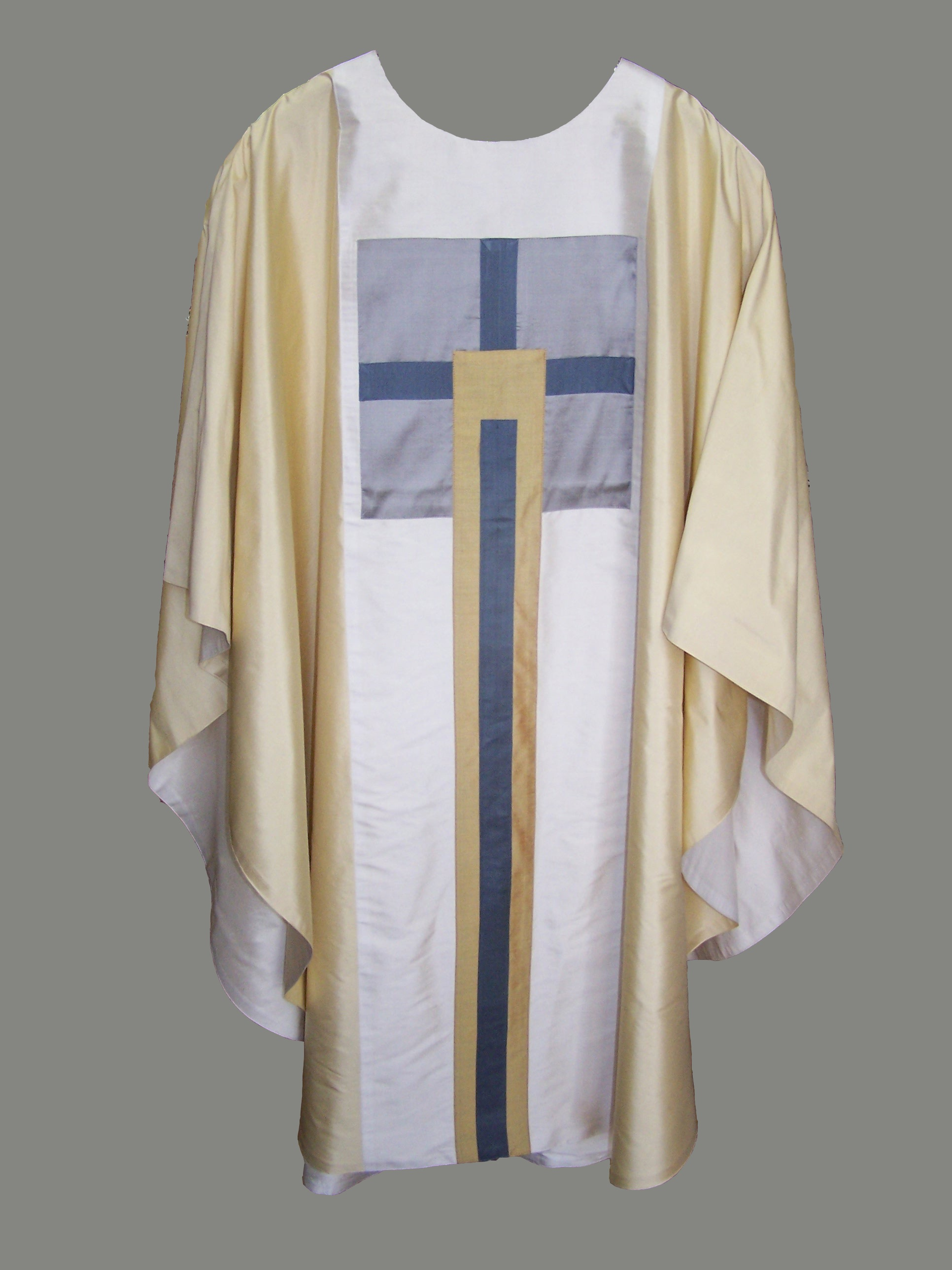
Messgewand aus applizierten Doupionseiden

- 1981–1984: St. Michael (Fensterzyklus) in Dormagen
- 1982: St. Agatha (Großes Wandmosaik) in Glimbach
- 1983: St. Mariä Empfängnis (Mariensaal Glasfenster Rosa Mystica) in Düsseldorf[2]
- 1982–1984: St. Jakob (vier Westquerhausfenster, Rosette und Deesis-Gruppe) in Aachen[1]
- 1984: St. Foillan Aachen Wandmalerei als Hintergrund der „Schönen Madonna“
- 1986: St. Gereon (Fenster der Taufkapelle) in Köln[5]
- 1989: St. Gangolf (Rosette „Himmlisches Jerusalem“) in Heinsberg
- 1990: Deutsch-Ordenshaus St. Anna Altenheim (Fenster, Ambo und Tabernakel) in Kiel-Raisdorf
- 1991: St. Kunibert in Köln Turmzier (Kreuz und Goldhahn) für das neue Westquerhaus
- 1992: Lateinische Patriarchatskirche/Priesterseminar (Seitenschiff-Fenster) Beit Jala (Israel)
- 1993: Saint Jean Bapstiste (drei Chorfenster) in Welkenraedt (Belgien)
- 1993: Einzel-Glasfensterausstellung „Ich bin der Weg“, Pax-Bank in Aachen
- 1994: St. Peter und Paul (fünf Chorfenster) in Grevenbroich
- 1995: Tagungshaus Hardtberg (Marienkapelle Fenster, Bodengestaltung und Deckenausmalung) in Kreuzweingarten
- 1996: Gruppenausstellung Aachener Domschatzkammer (Textilien im Dienste der Liturgie) in Aachen
- 1997: St. Barbara Caritashaus (sieben Fenster) in Grevenbroich
- 2000: Expo 2000 Vatikanpavillon (Die Predigt der Bilder) in Hannover
- 2001: St. Severin (Turmfenster-Tympanon) in Bonn-Mehlem
- 2001: Neues Haus Hardtberg (Sakristei-Fenster, Beichtstuhl-Türen) in Kreuzweingarten
- 2003: St. Severin (Marien-Rosenkranzfenster zum Papstjubiläum) in Bonn-Mehlem
- 2004: Haus Laer (Fenster für die Schloss-Kapelle) in Meschede
- 2005: Haus Rhede (Fenster der Schloss-Kapelle) in Rhede
- 2005: St. Clemens und St. Maria (vier Seidencaseln und Dalmatiken) Doppelkirche Bonn-Schwarzrheindorf
- 2007: Bronze-Pilgerzeichen zur Aachener Heiligtumsfahrt, Christkönig-Kapelle (vier Caseln) in Altenberg
- 2008: Bildungszentrum „Isenburg“ (Hauskapelle: Fenster und Altar) in Essen
- 2010: Domestic Management Center, Campus Müngersdorf (Hauskapelle mit Fensterwand und Altar) in Köln
- 2011: Sankt Pantaleon Köln, 1. Preis für die Gestaltung des Taufortes zus. mit M. J. Fernandez
- 2013: Primizcaseln
- 2014: Pilgerzeichen zur Aachener Heiligtumsfahrt „Zieh in das Land das ich Dir zeigen werde“
- 2014: Sankt Martinus in Linnich (Turmfenster)
- 2015: Dom zu Rottenburg (violetter Ornat mit Chormantel und Mitra)
- 2016: Glasarbeiten u. a. als Ergänzung von historischen Bleiglasfenstern in säkularen Bauten
- 2018: Ergänzung von Jugendstilfenstern in Häusern des Bonner Villenviertels
- 2020: Rund-Fenster für die Broichhofkapelle in Bonn, Rodderberg[6]
- 2022: Kapellenfenster für Institut Christus König und Hohepriester in Langen
- 2020–2024: Theophanu-Kapelle Köln, Sankt Pantaleon, Initiative und Begleitung der Mosaikgestaltung der Grablege zusammen mit Maria Jesus Fernandez Ortiz

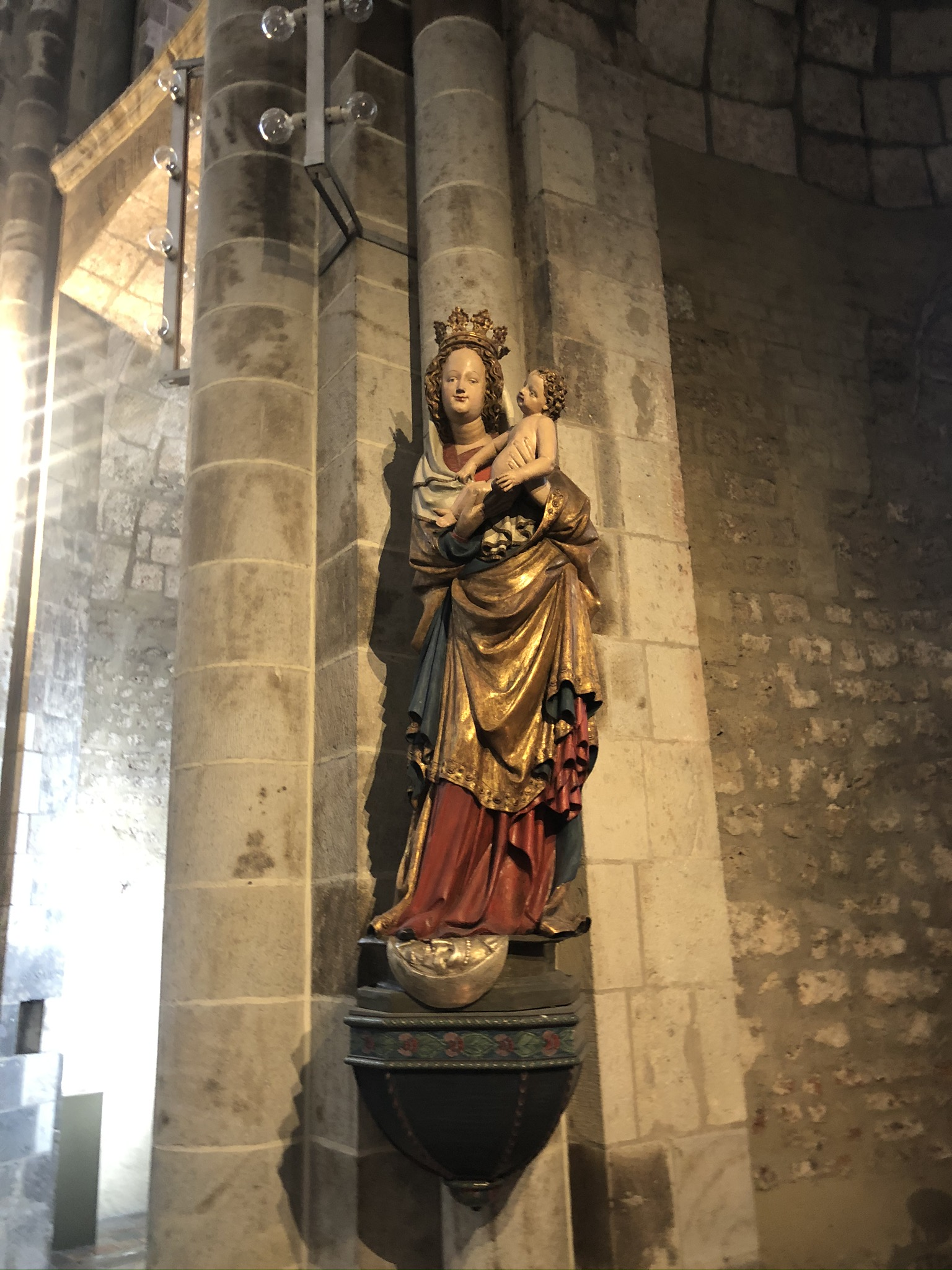
Parlerfigur aus Maria ad Gradus auf neuer Konsole (Rothweiler)

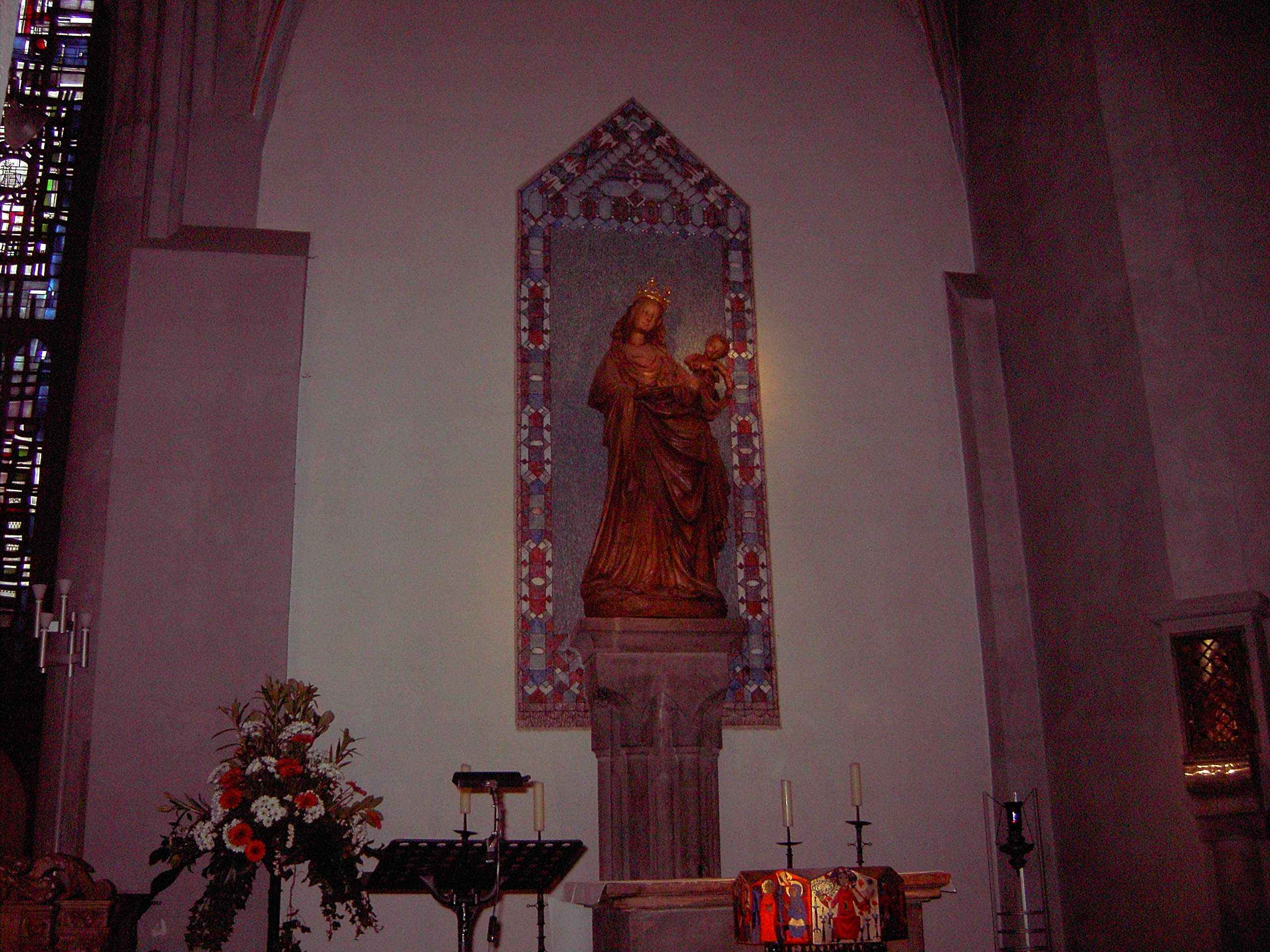
Parlermadonna von 1411 mit gemaltem Hintergrund-Teppich von Irene Rothweiler 1984

### Veröffentlichungen
- Hans Klein, Irene Rothweiler, Ingeborg Schild: Die Fenster der Pfarrkirche St. Barbara in Stolberg-Breinig. Eifel- und Heimatverein, 1989.
- German Rovira, Internationaler Mariologischer Arbeitskreis Kevelaer: Maria, Mutter der Glaubenden. Essen 1989, Irene Hugot-Rothweiler S. 509 ff., Maria, die Mutter Jesu, ISBN 3-87497-184-8.
- Achim Kaiser, Michael Müller (Hrsg.): Unser Aachen, S. 199 ff., Aachen 2006, ISBN 3-928272-79-9
- Hans Thomas: Creatividad artistica, Artistic Creativity, Irene Rothweiler S. 85 ff., Contemplation and Sacred Art, Rom 2003, ISBN 88-8333-092-7
- Irene Rothweiler: Die Memorialkapelle im Lantz'schen Park in Düsseldorf-Lohausen, Botschaft der Bilder, 2011